# Perfluorheptan
Perfluorheptan (systematicky hexadekafluorheptan) je organická sloučenina se vzorcem C7F16, perfluorovaný uhlovodík odvozený od heptanu; používá se při odkyselování papíru jako vrstva, na které je nanesený práškový oxid hořečnatý.